# Voltímetre

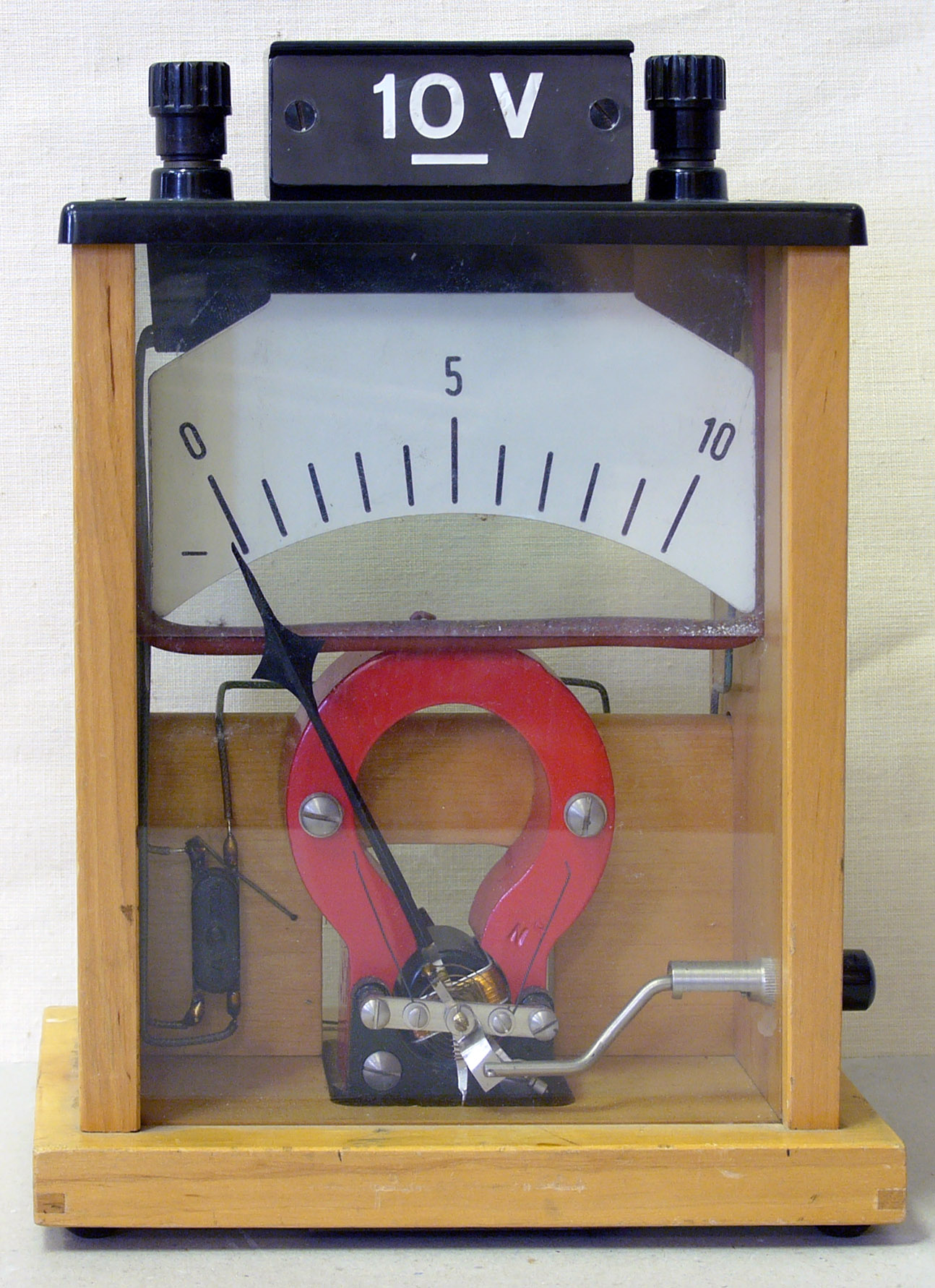
Voltímetre per la classe de física

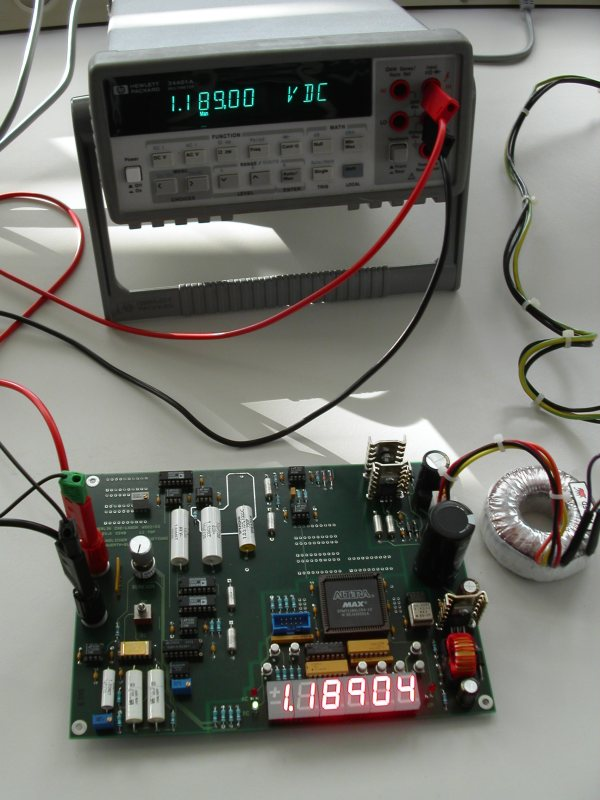
Dos voltímetres digitals

Un voltímetre és un instrument de mesura del voltatge entre dos punts d'un circuit elèctric.
Molts voltímetres són en realitat amperímetres amb una resistència d'entrada molt elevada. D'aquí ve que el disseny de l'instrument siga idèntic al de l'amperímetre excepte en el fet que un dels requeriments de l'instrument és interferir el mínim possible en el circuit i, per tant, ha d'extreure el corrent mínim per funcionar.
Altres mètodes per mesurar el voltatge inclouen l'ús d'un potenciòmetre, el qual mesura el voltatge cancel·lant el flux d'un corrent, i l'oscil·loscopi, que mesura el voltatge pel seu efecte sobre un raig d'electrons.

## Classificació
Podem classificar els voltímetres pel seu funcionament mecànic, essent en tots els casos el mateix instrument.

### Voltímetres electromecànics
Aquests voltímetres, en essència, estan constituïts per un galvanòmetre (amb una resistència en sèrie) l'escala del qual ha estat graduada en volts. Existeixen models que poden mesurar tensions contínues o bé alternes (rectificant-les mitjançant un diode), podent mesurar-les independentment.

### Voltímetres electrònics
Afegeixen un amplificador per proporcionar major impedància d'entrada (de l'ordre dels 20 megaohms) i major sensibilitat. Alguns models ofereixen mesura de "verdader valor eficaç" per a corrents alterns. Els que no mesuren el verdader valor eficaç és que mesuren el valor de pic a pic, i suposant que es tracta d'un senyal sinusoidal perfecte, calculen el valor eficaç per mitjà de la següent fórmula:

### Voltímetres vectorials
S'utilitzen amb senyals de microones. A més del mòdul de la tensió donen una indicació de la seva fase. Un voltímetre és aquell aparell o dispositiu que s'utilitza a fi de mesurar, de manera directa o indirecta, la diferència potencial entre dos punts d'un circuit elèctric. S'usa tant pels especialistes i reparadors d'artefactes elèctrics, com per aficionats a la llar per a diverses finalitats; la tecnologia actual ha permès posar al mercat versions econòmiques i alhora precises per a l'ús general, dispositius presents a qualsevol casa de vendes dedicada a l'electrònica.

### Voltímetres digitals
Donen una indicació numèrica de la tensió, normalment en una pantalla tipus LCD. Solen tenir prestacions addicionals com a memòria, detecció de valor de pic, verdader valor eficaç (RMS), autorang i altres funcionalitats.
El sistema de mesura empra tècniques de conversió analògic-digital (que sol ser emprant un integrador de doble rampa) per obtenir el valor numèric mostrat en una pantalla numèrica LCD.
El primer voltímetre digital va ser inventat i produït per Andrew Kay de "Non-Linear Systems" (i posteriorment fundador de Kaypro) el 1954.

## Utilització
Per efectuar la mesura de la diferència de potencial el voltímetre ha de col·locar-se en paral·lel, això és, en derivació sobre els punts entre els quals tractem d'efectuar la mesura. Això ens porta que el voltímetre ha de posseir una resistència interna la més alta possible, a fi que no produeixi un consum apreciable, la qual cosa donaria lloc a una mesura errònia de la tensió. Per a això, en el cas d'instruments basats en els efectes electromagnètics del corrent elèctric, estaran dotats de bobines de fil molt fi i amb moltes espires, amb el qual amb poca intensitat de corrent a través de l'aparell s'aconsegueix la força necessària per al desplaçament de l'agulla indicadora.

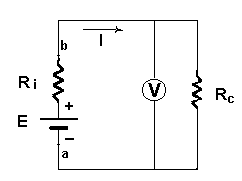
Figura 1. - Connexió d'un voltímetre en un circuit

En l'actualitat existeixen dispositius digitals que realitzen la funció del voltímetre presentant unes característiques d'aïllament bastant elevades emprant complexos circuits d'aïllament.
A la Figura 1 es pot observar la connexió d'un voltímetre (V) entre els punts de a i b d'un circuit, entre els que volem mesurar la seva diferència de potencial.
En alguns casos, per permetre la mesura de tensions superiors a què suportarien els debanaments i òrgans mecànics de l'aparell o els circuits electrònics en el cas dels digitals, se'ls dota d'una resistència d'elevat valor col·locada en sèrie, de manera que sols li sotmeti a una fracció de la tensió total.
A continuació s'ofereix la fórmula de càlcul de la resistència sèrie necessària per aconseguir aquesta ampliació o multiplicació d'escala:
{\displaystyle Ra=Rv\cdot (N-1)}, on
N és el factor de multiplicació (N≠1)

Ra és la Resistència d'ampliació del voltímetre 

Rv és la Resistència interna del voltímetre